# Констанция (герцогиня Бретани)
Констанция Бретонская де Пентьевр (брет. Konstanza Penture, или брет. Konstanza Breizh; около 1161 — 5 сентября 1201, Нант) — герцогиня Бретонская (1166—1201), графиня Ричмонд (1171—1201). Дочь герцога Конана IV Бретонского и Маргариты Хантингдонской, сестры короля Шотландии Малькольма IV.

## Семья и дети
1-й муж: с 1181 года Жоффруа II Плантагенет (1158—1186). Дети:
- Элеонора (1182/1184 — 1241)
- Матильда (1185 — до мая 1189)[1][2]
- Артур I (1187—1203), герцог Бретонский; носил титул графа Ричмонда при жизни матери, после для него было восстановлено графство Ричмонд английской короной.

2-й муж: с 3 февраля 1188 (развод в 1199) Ранульф де Мешен (де Блондевиль) (ок. 1172—1232), 4-й граф Честер, детей не имели;
3-й муж: между 2 августа октябрём 1199 Ги де Туар (ок. 1155 — 23 апреля 1213), герцог Бретани (по праву жены) в 1203—1206 годах. Дети:
- Аликс де Туар (1200 — 21 октября 1221), герцогиня Бретонская, графиня Ричмонд; муж: с марта 1213/октября 1214 Пьер I Моклерк (ок. 1187—1250), герцог Бретани в 1213—1237, граф Ричмонд в 1219—1224, 1229—1235[4].
- Екатерина (ок. 1/5 сентября 1201—1237/1240); муж: с 1212 Андре III (ок. 1180 — 8 февраля 1250), сеньор де Витре[4].
- Маргарита (умерла около 1216/1220)[5].

## В культуре
Констанция является действующим лицом пьесы Уильяма Шекспира «Король Иоанн».